# Auger-Saint-Vincent
Auger-Saint-Vincent is een gemeente in het Franse departement Oise (regio Hauts-de-France) en telt 439 inwoners (1999). De plaats maakt deel uit van het arrondissement Senlis.

## Geografie
De oppervlakte van Auger-Saint-Vincent bedraagt 14,1 km², de bevolkingsdichtheid is 31,1 inwoners per km².
De onderstaande kaart toont de ligging van Auger-Saint-Vincent met de belangrijkste infrastructuur en aangrenzende gemeenten.

## Demografie
Onderstaande figuur toont het verloop van het inwonertal (bron: INSEE-tellingen).